# دينيسي بيرسون
دينيسي بيرسون (بالإنجليزية: Denise Pearson)‏ هي مغنية وكاتبة غنائية بريطانية، ولدت في 13 يونيو 1968 في رومفورد في المملكة المتحدة.

## وصلات خارجية
- دينيسي بيرسون على موقع IMDb (الإنجليزية)
- دينيسي بيرسون على موقع ميوزك برينز (الإنجليزية)
- دينيسي بيرسون على موقع ميوزك برينز (الإنجليزية)
- دينيسي بيرسون على موقع ديسكوغز (الإنجليزية)